# Nadezhda Konstantinovna Krupskaya
Nadezhda Konstantinovna Krupskaya (26 tháng 2 [lịch cũ 14 tháng 2] năm 1869 – 27 tháng 2 năm 1939) là một nhà cách mạng và nữ chính khách người Nga. Bà giữ chức Thứ trưởng Bộ Giáo dục Liên Xô từ năm 1929 đến khi qua đời vào năm 1939.

## Đầu đời

### Gia quyến và tuổi thơ

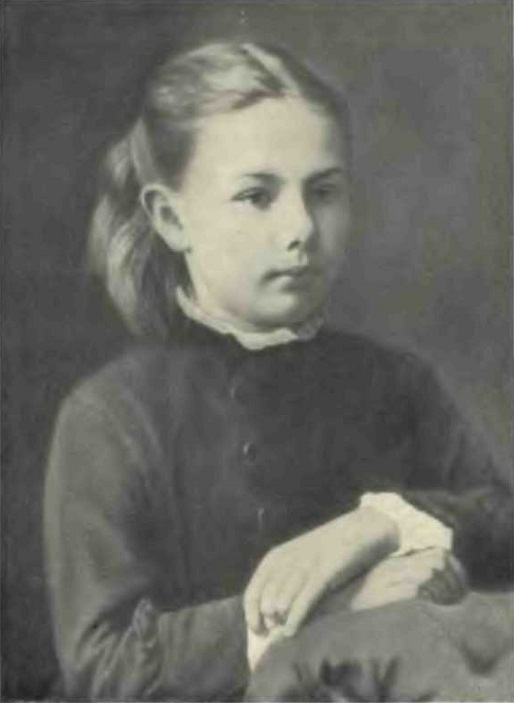
Chân dung cô bé Krupskaya năm lên 10
(chụp năm 1879)

Krupskaya chào đời ngày 26 tháng 2 năm 1869 tại Sankt-Petersburg trong dòng họ Krupsky thượng lưu sạt nghiệp. Cha bà tên là Konstantin Ignatievich Krupsky, một sĩ quan quân đội có tư tưởng chính trị cấp tiến, còn mẹ bà là Elizaveta Vasilevna Tristova, một người phụ nữ có tư tưởng khai phóng. Konstantin vốn là người quê gốc Kazan, mồ côi khi mới 9 tuổi, được chính quyền Sa hoàng trợ cấp cho ăn học binh nghiệp trên thủ phủ. Sau khi tốt nghiệp khóa thiếu sinh quân, ông được điều động sang Ba Lan để dập tắt cuộc nổi dậy Tháng Giêng năm 1863. Nhận ân sủng của cấp trên, ông tiếp tục học hành ở Học viện Quân sự Luật Sankt-Petersburg. Tại đây, ông gặp gỡ và kết hôn với bà Elizaveta; hai người sinh hạ con gái đầu lòng, đặt tên là Nadezhda – nghĩa là "Hy vọng" trong tiếng Nga, vào năm 1869. Sau khi hoàn thành khóa luật, Konstantin được phong làm thủ trưởng (nachal'nik) của quận Grojec, tỉnh Warsaw, Ba Lan thuộc Nga. Do những chính sách ông ban bố được cho là quá phóng khoáng, Konstantin bị đưa ra tòa xét xử vào năm 1874, sau đó bị kỷ luật cách chức; sự vụ này đã khiến gia đình Krupsky rơi vào cảnh khốn đốn. Năm 1883, khi Krupskaya mới 14 tuổi, cha bà qua đời vì lao phổi.

## Hoạt động cách mạng

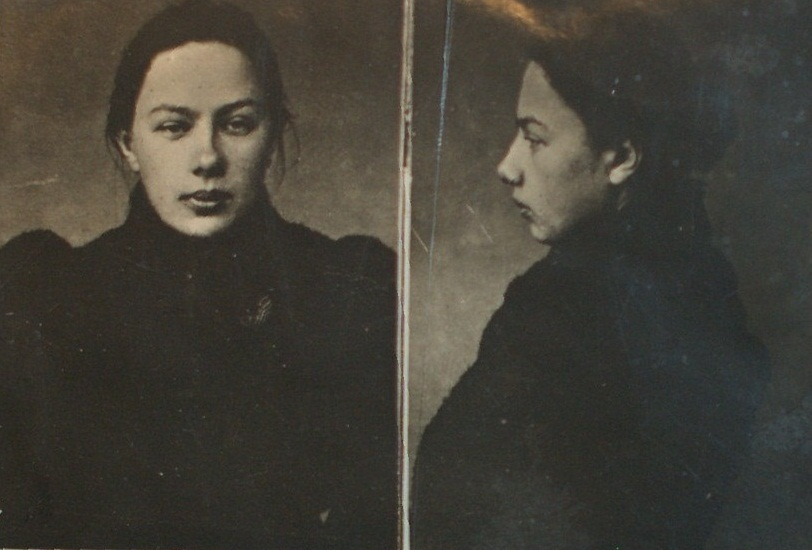
Ảnh cảnh sát chụp Krupskaya vào năm 1896.

Ngày 10 tháng 8 năm 1896, Krupskaya bị nội gián chỉ điểm là thành viên của "Liên đoàn đấu tranh", lập tức bị bắt giữ hai ngày sau. Sau một thời gian tra vấn không có kết quả, cảnh sát đành thả bà vào ngày 10 tháng 10; tuy nhiên, vào ngày 28 tháng 10, bà lại bị bắt vì kích động đình công bất hợp pháp ở Kostroma. Lần này, với lời khai xác đáng của hai nhân chứng khác, cảnh sát giam giữ Krupskaya trong tù mặc cho bệnh tình.